# میر محمدی خورشیدی
میر محمدی خورشیدی بیست و سومین حاکم دودمان اتابکان لر کوچک و فرزند جهانگیر خورشیدی است. او پس از مرگ برادرش شاه رستم دوم، بر لر کوچک حکومت کرد. وی از نزدیکان شاه محمد خدابنده صفوی بوده است.

## حکومت
دایرةالمعارف بزرگ اسلامی دربارهٔ به حکومت رسیدن میر محمدی می‌نویسد: «پس از جهانگیر پسرانش شاه رستم و محمدی به بغداد گریختند، اما پس از چندی شاه طهماسب حکومت لرستان را بین آنان تقسیم کرد. محمدی از حکومت صفوی سر پیچید و توسط حاکم همدان دستگیر و به فرمان شاه طهماسب در قلعهٔ الموت زندانی شد، اما مدتی بعد به لرستان گریخت و از آنجا خود را مطیع خواند و باز حکومت یافت. محمدی با برادر بر سر حکومت به نزاع برخاست و شاه رستم مجبور شد یک سوم قلمرو لر کوچک را به محمدی واگذارد، اما چندی بعد به تحریک همسر شاه رستم دستگیر و به فرمان شاه طهماسب در قلعهٔ الموت محبوس شد. محمدی ۱۰ سال در زندان به سر برد و در غیاب وی پسرانش در لرستان دست به شورش زدند و در نواحی همدان، گلپایگان و اصفهان به نهب و غارت پرداختند. شاه رستم و امرای قزلباش سر حد لرستان نیز از مقابله با آنان عاجز شدند، تا سرانجام شاه طهماسب به توصیهٔ عده‌ای محمدی را از زندان آزاد و به لرستان روانه کرد. بدین سبب شاه رستم ناچار به قزوین رفت و تا آخر عمر در آنجا ماندگار شد و محمدی بار دیگر بر قلمرو لر کوچک تسلط یافت.»

## روابط با صفویه و عثمانی
پس از اینکه با تأیید شاه تهماسب صفوی میر محمدی جانشین برادرش شد او روابط دوستانه و با احتیاطی با صفوبان داشت. با مرگ شاه تهماسب صفوی و شاه اسماعیل دوم صفوی و شکست صفویان طی چند جمنگ از دولت عثمانی، میر محمدی دربارهٔ روابطش با صفویه تجدید نظر کرد و به سمت عثمانی گرایش پیدا کرد. شرف خان بدلیسی در کتاب شرفنامه می‌نویسد:
موازی دوازده خرداد زر عثمانی که ششصد تومان رایج عراق است، از خواص همایون دارالسلام بغداد که ناحیهٔ مندلی و چسان و بادرانی و ترساق است، الحاق ایالت او کردند مادامی که در جادهٔ عبودیت بوده، درخدمت پادشاهی ثابت قدم و راسخ دم بوده باشد، ایالت موروثی و ملحقات در تصرف او بوده، تغییر و تبدیل نشود. در این باب منشور ایالت لرستان و خلعت فاخره و کمر شمشیر طلا مؤکد به تأکید، ارزانی داشته ارسال کردند. همچنین در جای دیگر آورده‌اند که دو فرزند محمدی، شاهوردی و جهانگیر نیز می‌باید بطریق گروگان در بغداد اقامت می‌گزیدند. —شرف خان بدلیسی، شرفنامه
بتدریج اما روابط میر محمدی با دولت عثمانی به تیرگی رفت و دیگر از عثمانیون فرمان نبرد و فرزندان او شاهوردی خان و جهانگیر نیز از بغداد گریختند. این وقایع با ظهور شاه محمد خدابنده همراه شد و موجب شد میرمحمدی دوباره با دولت صفویه هم پیمان شود. سلطان محمد خدابنده نیز دختر میرمحمدی را به عقد پسرش حمزه میرزا درآورد که بعدتر شاه عباس صفوی او را به عنوان همسر برگزید.

## فرزندان اتابک میرمحمدی
شرف خانه بدلیسی در کتاب شرفنامه می‌نویسد: پسران سیدی محمد (اتابک میر محمدی) عبارت بودند از: علی خان، اسلم مرد، شاهوردی خان و جهانگیر.

## مرگ و جانشینی
سرانجام در ۹۹۵ قمری اتابک میرمحمدی درگذشت و فرزندش شاهوردی خان جانشین او شد.